# Psychrolutes phrictus
El chabolito o cabeza gorda (Psychrolutes phrictus) es una especie de pez escorpeniforme de la familia Psychrolutidae. 

## Morfología
Puede llegar a medir 70 centímetros en total. Su cabeza es amplia y aplanada y posee ocho espinas en su aleta dorsal. Su parte superior es de color negro o gris y sus partes inferiores suelen ser más pálidas. Su cabeza y cuerpo están cubiertos de pequeñas protuberancias similares a espinas.

## Biología
Es una especie que habita en aguas muy profundas. Su alimentación consiste principalmente en pennatuláceos, cangrejos y moluscos. 

## Distribución Geográfica
Habita en las aguas del nordeste del océano Pacífico, en profundidades que van desde los 500 hasta los 2,800 metros.